# Ogoia, Sofia
Ogoia (în bulgară Огоя) este un sat în comuna Svoghe, regiunea Sofia,  Bulgaria. 

## Demografie
Componența etnică a satului Ogoia
     Bulgari (88,88%)
     Romi (7,07%)
     Nicio identificare (4,04%)
     Altele (0%)
La recensământul din 2011, populația satului Ogoia era de 99 locuitori. Din punct de vedere etnic, majoritatea locuitorilor (88,88%) erau bulgari, cu o minoritate de romi (7,07%). Pentru 4,04% din locuitori nu este cunoscută apartenența etnică.